# Bezzia transfuga
Bezzia transfuga är en tvåvingeart som först beskrevs av Rasmus Carl Staeger 1839.  Bezzia transfuga ingår i släktet Bezzia och familjen svidknott. Arten är reproducerande i Sverige. Inga underarter finns listade i Catalogue of Life.